# Grec nord-occidental

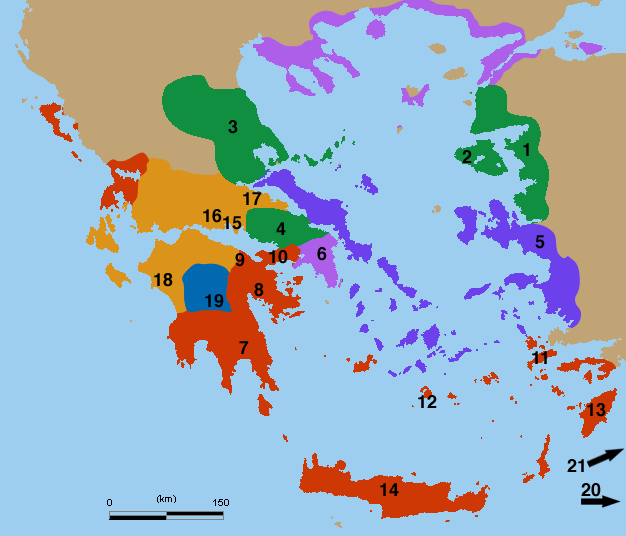
En taronja clar, domini del grec nord-occidental.
15. Foceu
16. Locri ozoli
17. Locri opunti
18. Eleàtic
En taronja fosc, domini del grec dòric, relacionat i a cops identificat amb el nord-occidental.
7. Laconi/heracli
8. Argiu
9. Corinti
10. Megari
11. Dialecte de Kos
12. Dialecte de Thera i Cirene
13. Rodi
14. Cretenc

El grec nord-occidental és un antic dialecte del grec molt relacionat amb el dòric (tant que a cops no se'n fa cap distinció). És tan sols una distinció nominal si el primer s'ha de considerar part del segon, el segon del primer, o ambdós part d'un sol "grec occidental": en qualsevol cas els subdialectes i la seva agrupació no varien.
Els nord-occidental es distingeix del dòric en dues característiques generals:
- el datiu plural de la tercera declinació es fa en -οις en comptes de en -σι
- ús de ἐν + acusatiu en comptes de εἰς

## Subdialectes
- Foceu, parlat a Delfos
- Locri, parlat a la Lòcrida, i subdividit en
  - ozoli o occidental, parlat a la costa del Golf de Corint, al voltant d'Amfissa
  - opunti o oriental,[1] parlat a la costa de la Grècia més continental, enfront de l'Eubea nord-occidental i al voltant d'Opus
- Eleàtic, parlat a Olímpia, al nord-oest del Peloponès
- Koiné nord-occidental, un dialecte de contacte, híbrid entre l'àtic i algunes característiques del grec nord-occidental i del dòric, relacionat amb la Lliga Etòlia dels segles III i II aC